# Cisneros (Antioquia)
Cisneros est une municipalité située dans le département d'Antioquia, en Colombie.